# Seznam baskovskih pevcev
Seznam baskovskih pevcev.

## G
- Julián Gayarre

## L
- Mikel Laboa

## M
- Luis Mariano
- Fermin Muguruza